# San Francisco Tape Music Center

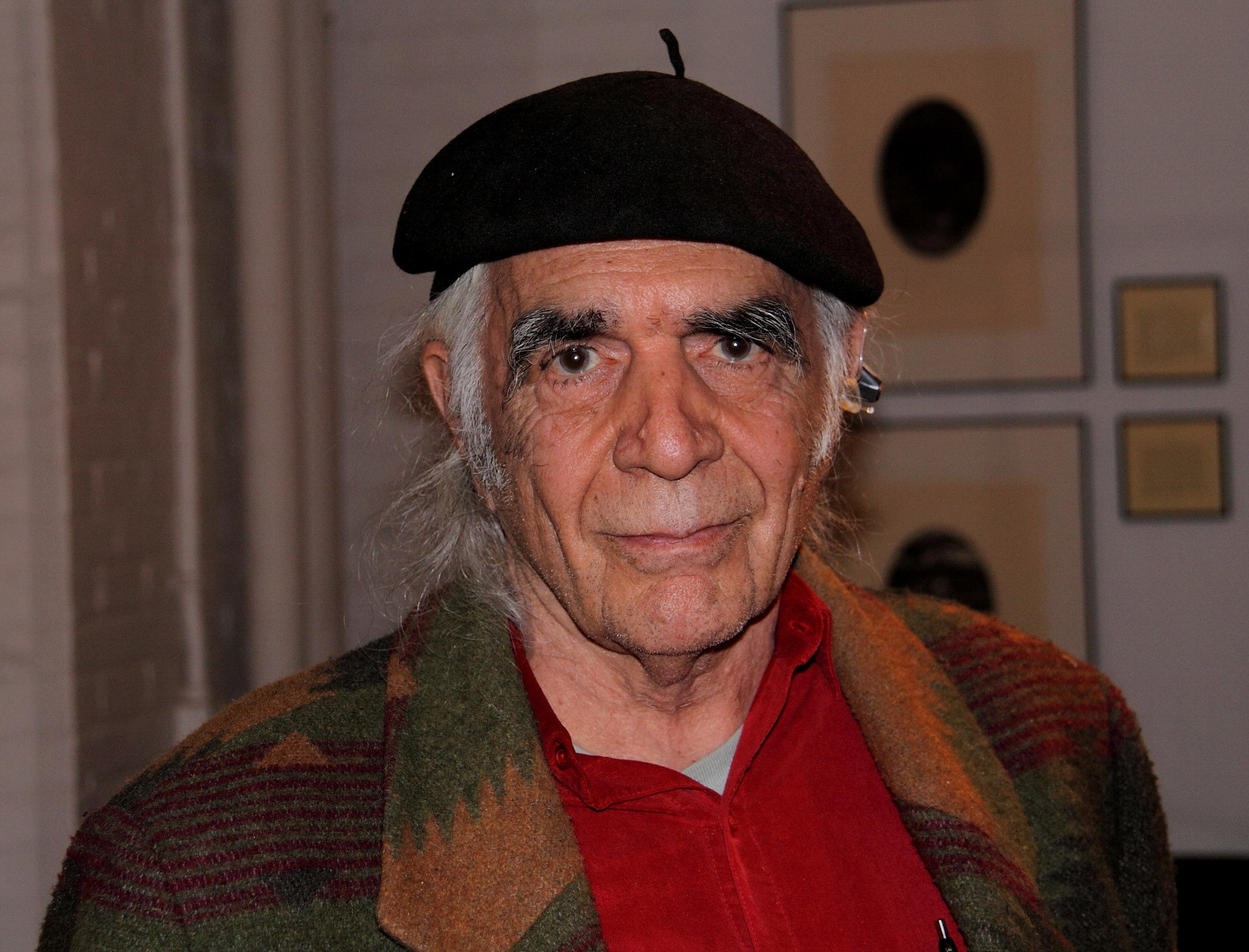
Ramon Sender 2011.

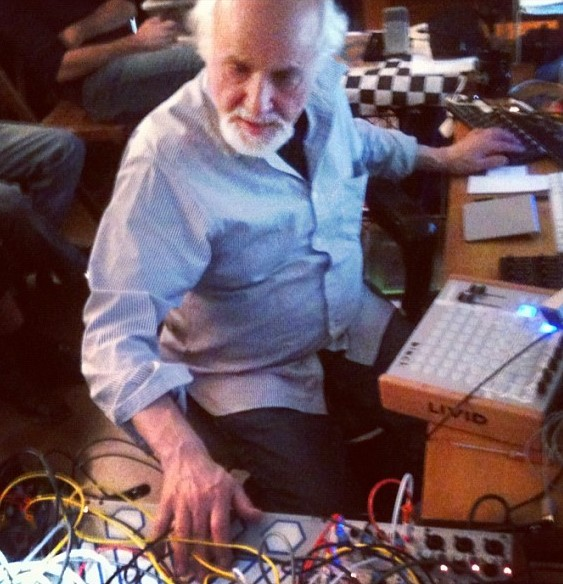
Morton Subotnick 2012.

Le San Francisco Tape Music Center est fondé en 1962 par les compositeurs Morton Subotnick et Ramon Sender, avec l'aide de Pauline Oliveros, comme « une institution culturelle à but non lucratif, permettant le développement de la musique utilisant des bandes magnétiques ». Des compositeurs et artistes comme Terry Riley, Steve Reich, William Maginnis et Tony Martin (en) ont pu bénéficier du centre.
En 1966, le SFTMC accepte une bourse de 200 000$ de la fondation Rockefeller, à la condition de rejoindre une institution académique. Le SFTMC rejoint donc le Mills College et se transforme tout d'abord en Mills Tape Music Center, avec Pauline Oliveros comme directrice lors de sa première année, avant de devenir Mills Center for Contemporary Music.